# بيلي روزين
بيلي روزين (بالإنجليزية: William Rosen)‏ هو لاعب الجسر ‏ أمريكي، ولد في 12 سبتمبر 1928.